# دارين (إلينوي)
دارين,إلينوي Darien, Illinois مدينة في مقاطعة دوباجي بولاية إلينوي في الولايات المتحدة ، إحصاء عام 2000 لتعداد السكان هو 22.860 نسمة .